# Lacul Siriu
Lacul Siriu este un lac de acumulare de pe râul Buzău, aflat pe teritoriul comunei Siriu, format în urma construcției, în perioada 1982-1994, a barajului de la Siriu și a hidrocentralei Nehoiașu, de 42 MW. Acest lac a fost construit începând cu anul 1972. Barajul este alcătuit din rocă, steril și un miez din argilă. Volumul umpluturilor totalizează 8,3 milioane m³ anrocamente.
În urma construiri barajului, drumul național DN10 și-a schimbat ruta, ocolind lacul Siriu pe linia sa de contur, pentru acest scop construindu-se mai multe viaducte. Viaductul Giurca are o lungime de 276 m, cu piloni de 46 m înălțime, iar viaductul Stânca Tehărău traversează stânca versantului cu același nume.
Barajul a fost aprobat pentru construire în ianuarie 1972 și a fost terminat în decembrie 1994, având 122 m înălțime și 570 m lungime. Scopul construirii barajului a fost pe de o parte alimentarea cu apă potabilă și industrială a localităților din aval și irigarea a 50.000 ha de teren agricol și, pe de altă parte, producerea de energie electrică prin construirea hidrocentralei Nehoiașu cu o putere instalată de 42 MW, având un debit instalat de 32 m³/s și generând o producție medie de energie electrică pe an este de 144 GWh. Barajul folosește și la apărarea împotriva inundațiilor, acumularea Siriu fiind prevazută cu o tranșă de atenuare a viiturilor de 30 milioane m³, până la 980 m³/s.